# 帖木兒·滅里
帖木兒·滅里（Timur-Malik，？—1378年），白帳汗國可汗，第八任白帳汗國可汗兀鲁斯汗之子（有另一种说法为术赤十三子禿花帖木儿第四子金帖木儿的玄孙，阿拜的曾孙，诺姆坎之孙，忽都鲁帖木儿之子）。1377年，繼承兀鲁斯汗和脱黑脱乞牙成為白帳汗國可汗。脱黑脱乞牙在打敗族叔脫脫迷失後因傷而死，在位只有數月。帖木儿·灭里即位後立即進攻脫脫迷失並打了幾場勝仗。不久脫脫迷失在鹹海岸邊設陷阱打敗帖木兒·滅里，他死於此戰役。脫脫迷失繼位成為白帳汗國可汗。
帖木兒·滅里有三子，其中帖木兒·忽格魯特打敗脫脫迷失成為金帳汗國可汗。
| 前任： 脱黑脱乞牙 | 金帳汗國君主 1377年—1378年 | 繼任： 脫脫迷失 |